# گرانش
گِرانِش یا گرانی یا جاذبه (به انگلیسی: Gravity) یک پدیدهٔ طبیعی است که در آن همهٔ اجسامِ جِرم مند (دارای جرم) یکدیگر را جذب می‌کنند. تأثیر گرانش بر این اجسام، یعنی تأثیر جذب یک جسم جرم‌مند، بر جسم جرم‌مند دیگر، یا به درکِ ساده‌تر، هر جسم بر جسمِ دیگر؛ و ما آن را به صورت وزن بر خود می‌بینیم.
از آشناترین نمودهای گرانش فروافتادن سیب از درخت است یا جذبِ وزنِ اشیاء فیزیکی و به‌کارگیری نیروی تمایل دهنده رو به پایین بر آنها. پدیدهٔ گرانش معمولاً در مقیاس‌های بزرگ یا خیلی بزرگ هنگامی که جرمِ دست‌کم یکی از اجسام درگیر، خیلی زیاد است رخ می‌نماید؛ بنابراین نمودهای گرانش در حرکت اجسام آسمانی و مسیر سیارهها به گرد خورشید دیده می‌شود.
- به‌طور کلاسیک، گرانش یکی از چهارنیروی اصلی طبیعت (سه نیروی دیگر: الکترومغناطیس، نیروی هسته‌ای ضعیف و نیروی هسته‌ای قوی) شمرده می‌شود. از میان این نیروها، گرانش از همه ضعیف‌تر است از این رو در فرایندهای ریز-مقیاس که نیروهای دیگر حضور فعال دارند، اثر گرانش کاملاً قابل چشم‌پوشی‌است. در فیزیک معاصر نظریه نسبیت عام برای توضیح این پدیده بکار می‌رود، اما توضیح کمتر دقیق ولی ساده‌تر آن در قانون جهانی گرانش نیوتن یافت می‌شود. در اکثر فعالیت‌های روزمره، از جمله فرستادن موشک به فضا قانون گرانش عمومی نیوتن کاملاً کارآمد است. جرم ذره‌ای، جرم ذره‌ای دیگر را درراستای تقاطع آن‌ها با نیرویی جذب می‌کند این نیرو با حاصلضرب جرم‌ها متناسب است و با مربع فاصلهٔ آن‌ها رابطه عکس دارد. این قانون از قوانین بنیادی فیزیک است.
- نیروی گرانشی حدود ۳۸ـ۱۰ برابرِ قدرت «نیروی هسته‌ای قوی» است (یعنی با تفاوت ۳۸ صفر، گرانش ۳۸ مرتبهٔ بزرگی ضعیف‌تراست)، ۳۶ـ۱۰ برابرِ قدرت نیروی الکترومغناطیسی و ۲۹ـ۱۰ برابرِ قدرت «نیرویِ هسته‌ای ضعیف» است. به عنوان یک نتیجه، گرانش تأثیر ناچیزی بر رفتار ذرات زیر اتمی، و هیچ نقشی در تعیین خواص داخلیِ روزمرهٔ ماده ایفا نمی‌کند. از سوی دیگر، گرانش نیرویِ غالب در مقیاس ماکروسکوپی است، که علتِ ساختار، شکل، و خط سیرِ (مدار) اجرام آسمانی، از جمله برخی از سیارکها، دنباله‌دارها، سیارات، ستارگان و کهکشان‌ها است. گرانش عامل گردش زمین و دیگر سیارات در مدار به دور خورشید، دلیلِ دور زدن ماه به گِرد زمین، برای تشکیل جزر و مد، برای انتقال طبیعی گرما، که از طریق آن جریان سیال تحت تأثیر شیب چگالی و وزن رخ می‌دهد، برای گرم کردن فضایِ داخلی تشکیلِ ستاره‌ها و سیارات با درجه حرارت بسیار بالا، برای سامانه خورشیدی، کهکشان‌ها، شکل‌گیریِ ستاره‌ای و تکامل آن؛ و برای پدیده‌های مشاهده شده مختلف دیگر بر روی زمین و در سراسر جهان است. به چند دلیل: گرانش تنها نیرویِ وارد بر تمام ذرات است؛ با یک دامنه نامحدود؛ همیشه جذاب است و هرگز قهر نمی‌کند!. نمی‌شود آن را جذب کرد، تبدیل نمی‌شود، یا نمی‌شود در برابرش محافظت داشت. حتی الکترومغناطیس به مراتب بسیار قوی تر از گرانش است. الکترومغناطیس ارتباطی با اجرام آسمانی از جمله اجسامی که دارای تعداد مساوی از پروتون و الکترون هستند ندارد. (به عنوان مثال، یک بار الکتریکی خالص صفر).
- اگرچه نیروی گرانش ابتدا توسط قوانین نیوتن و سپس نسبیت عام انیشتین به خوبی توصیف شد، با این وجود ما هنوز نمی‌دانیم چگونه خواص بنیادین جهان با هم ترکیب می‌شوند و این پدیده را ایجاد می‌کنند. قوانین نیوتن و انیشتین به ما می‌گویند که گرانش چگونه عمل می‌کند اما از منشأ پیدایش آن چیزی بیان نمی‌کنند.
- در تلاش برای دست یابی به نظریه همه‌چیز، که در پیِ ترکیب دو نظریهٔ ناسازگارِ نسبیت عام اینشتین و مکانیک کوانتومی یا نظریه میدان‌های کوانتومی با یک نظریه کلی ترِ مکانیک کوانتومی، پژوهشهای زیادی در جریان است. فرض بر این است که نیرویِ گرانشی، توسط گرانشِ یک ذرهٔ بدون جرم، با اسپین ۲ به نام گراویتون اعمال می‌شود و آن گرانش احتمالاً از نیروی الکتروهسته‌ای (به انگلیسی: Electronuclear Force) و در طول نظریه وحدت بزرگ از آن جدا شده است.

## تاریخچه نظریه گرانشی

### انقلاب علمی
- کارِ مدرن بر روی نظریه گرانشی، با کارِ گالیلئو گالیله در اواخر قرن ۱۶ و اوایل ۱۷ آغاز شد. به گفته وِی (هر چند احتمالاً جعلی[۲]) با آزمایشِ رها کردن توپ از برج کج پیزا، و بعد از آن با اندازه‌گیری دقیق تمایلِ رو به پایینِ توپ، گالیله نشان داد که گرانشِ شتابِ تمام اشیاء در یک نسبت یکسان است. این یک حرکت رو به جلوی بزرگی پس از ارسطو بود، زیرا که وی اعتقاد داشت، اجرام سنگین‌تر، شتاب سریع‌تری دارند.[۳] گالیله فرض را بر این گذاشت که مقاومت هوا دلیل آن است که اجرامِ سبک‌تر ممکن است، آهسته‌تر در فضا سقوط کنند. کار گالیله، صحنه را برای تدوین نظریه گرانشی نیوتن آماده می‌کند.

### نظریه گرانشی نیوتون
مقاله اصلی: قانون جهانی گرانش نیوتن
- در سال ۱۶۸۷، ریاضیدان انگلیسی آیزاک نیوتن، اصول فرضیه قانون عکسِ مجذورِ گرانش جهانی را مطرح و آن را منتشر کرد. به گفته خود او، "استنباط من این است که نیروهایی که سیارات را در مدار خود نگه می‌دارد باید [می‌بایست] متقابلاً، به عنوان مربع فاصله آن‌ها از مرکزی که هر کدام می‌پیمایند باشد. در نتیجه در مقایسه، وجود نیرویی برای حفظ ماه در مدار خود با نیروی گرانش در سطح زمین، لازم است. نیوتن به پاسخ بسیار نزدیک شده بود،[۴] معادله این‌گونه است:

{\displaystyle F=G{\frac {m_{1}m_{2}}{r^{2}}}}
- در این معادله G ثابت جهانی گرانش است که مقدار آن در دستگاه SI برابر با: G = ۶/۶۷ ´ ۱۰ -۱۱ N.M۲/Kg۲  است، در این رابطه F نیروی گرانش بین دو جرم، m۱ و m۲ مقدار مواد دو جرم و r فاصله بین دو جرم است. نیروی گرانشی میان جسم‌های با جرم کوچک، قابل چشم‌پوشی است. قانون گرانش نیوتون می‌گوید که نیروی گرانش بین دو جسم، ارتباط مستقیم با جرم آن دو دارد؛ یعنی هر چه جرم آن‌ها بیشتر باشد، نیروی گرانش بین آن دو بیشتر است. این قانون هم‌چنین می‌گوید که نیروی گرانش میان دو جسم ارتباط وارون با فاصله میان دو جسم به توان دو دارد.
- این نظریه زمانی برای نیوتن موفقیتی لذت بخش می‌شود که، آن را برای پیش‌بینی وجود نپتون بر اساس حرکات اورانوس به کار برد و دریافت که نمی‌تواند در محاسبات خود آن را برای رفتار برخی سیارات مورد استفاده قرار دهد. موقعیت کلی از سیاره، توسط محاسبات جان کاوچ آدامز و اوربن لو وریه پیش‌بینی شده بود و محاسبات لو وریه باعث هدایت یوهان گوتفرید گاله برای کشف نپتون گردید.
- اختلاف در مدار عطارد باعث اشاره به نقص در نظریه نیوتن شد. در پایان قرن ۱۹ او می‌دانست که مدار عطارد دارای آشفتگی‌های کمی است که نمی‌تواند در محاسبات، آن را به‌طور کامل تحت نظریه نیوتن درآورد، اما همه جستجوها برای اختلال‌های جِرمی دیگری (مانند یک سیاره در حال چرخش به دورِ خورشید، حتی نزدیک تر از عطارد) بی‌نتیجه می‌بود. موضوع در سال ۱۹۱۵ توسط نظریه جدید آلبرت انیشتین از نسبیت عام، که برای اختلاف کوچک در مدار عطارد به آن اختصاص داد، حل و فصل شد.

### اصل هم‌ارزی
- اصل هم‌ارزی، با کاوش‌های موفقی از محققانی از جمله گالیله، لوراند اتووش، و اینشتین، این ایده را بیان می‌کند که همه اجرام در یک مسیر یکسان سقوط می‌کنند. اصل هم‌ارزی یکی از مفاهیم بنیادی در نظریه نسبیت عام است. این اصل دربارهٔ مفاهیمی است که با هم‌ارزی جرم گرانشی و جرم لختی سر و کار دارند و همچنین دربارهٔ ادعای اینشتین مبنی بر اینکه قوانین فیزیک در یک دستگاه مرجع با شتاب یکنواخت، با یک میدان گرانشی یکنواخت، یکسان هستند. ساده‌ترین راه برای انجام آزمایشِ اصل هم‌ارزی ضعیف، آن است که دو جسم از توده یا ترکیبات مختلف را هم‌زمان در خلاء رها کنید، می‌بینید که هر دو هم‌زمان به زمین برخورد می‌کنند.
- چنین آزمایشی نشان می‌دهد که تمام اجرام، زمانی که اصطکاک (از جمله مقاومت در برابر هوا) ناچیز است، در یک نسبت یکسان سقوط می‌کنند. در آزمایش‌های پیچیدهٔ بیشتر، از نوعی تعادلِ چرخش، اختراع شده توسط Eötvös استفاده می‌شود. از آزمایش‌های ماهواره‌ای نیز، برای آزمایش‌های دقیق ترِ این اصل در فضا استفاده می‌شود، اِستپ (به انگلیسی: STEP) یکی از این برنامه‌هاست.[۵]

فرمولاسیون اصل هم‌ارزی عبارت است از:
- اصل هم‌ارزی ضعیف: مسیرِ نقطهٔ توده در یک میدان گرانشی، تنها به مکان و سرعت اولیه آن بستگی دارد، و مستقل از ترکیب آن است.[۶]
- اصل هم‌ارزی انیشتین: نتیجه هر آزمایش غیر گرانشی محلی، در یک آزمایشگاه نشان می‌دهد که جرم، آزادانه و مستقل از سرعت آزمایشگاهی و محل آن، در فضازمان سقوط می‌کند.[۷]
- اصل هم‌ارزی قوی نیاز به هر دو مورد بالا دارد.

اجرام آسمانی و زمینی مِثل ماهواره‌ها و پرتابه‌های آنها، یا هر آنچه که در مِدار است، همگی از یک قانون پیروی می‌کنند.

### نسبیت عام
همچنین ببینید: آشنایی با نسبیت عام
- در نسبیت عام، اثرات گرانش، به‌جای نسبت به یک نیرو، به انحنای فضازمان نسبت داده شده است. نقطه شروع برای نسبیت عام اصل هم‌ارزی است، که معادلِ سقوط آزاد با حرکت اینرسی و توصیف آزاد اجسامِ در حالِ سقوطِ اینرسیایی، به عنوان شتاب، نسبت به ناظرانِ غیرِ ساکن بر روی زمین است.[۸][۹] با این حال در فیزیک نیوتنی، چنین شتابی می‌تواند رخ دهد، مگر اینکه حداقل یکی از اجرام با یک نیرویی اداره شود.

انیشتین پیشنهاد کرد که فضازمان توسط ماده، منحنی می‌شود و اجرامِ آزادِ در حال سقوط، و در حال حرکت، در امتداد مسیرهای محلی مستقیم در فضازمان، خمیده هستند. این مسیرهای مستقیم به نام ژئودزیک خوانده می‌شوند. مانند قانون اول حرکت نیوتن، تئوری انیشتین می‌گوید که اگر یک نیرویی بر جسم اعمال می‌شود، ممکن است آن را از ژئودزیک منحرف کند. به عنوان مثال، ما تا وقتی که ایستاده‌ایم، از ژئودزیکی پیروی نخواهیم کرد، زیرا که مقاومتِ مکانیکیِ زمین، یک نیروی رو به بالا بر ما اعمال می‌کند و در نتیجه، ما بر روی زمین غیرساکن هستیم. این توضیح می‌دهد که چرا حرکت در امتداد ژئودزیک در فضازمان، ساکن در نظر گرفته شده است.
- انیشتین معادلات میدان نسبیت عام، که مربوط به حضور ماده و انحنای فضازمان است را به نام خود کشف کرد. معادلات میدانی اینشتین، مجموعه‌ای از ۱۰ معادلهٔ همزمان غیر خطیِ دیفرانسیل است. راه حل معادلات میدانی، اجزای تنسور متریکِ فضازمان است. تنسور متریک، هندسه فضازمان را توصیف می‌کند. مسیرهای ژئودزیک برای یک فضازمان، از تنسور متریک محاسبه می‌شود.
- •راه حل هایِ قابل توجه، از معادلات میدانی اینشتین عبارتند از:
- در راه حل شوارتزشیلد، فضازمان، احاطه شده توسط یک جسم متقارن کروی غیر دوارِ پر نشدهٔ عظیم توصیف شده است. برای اجرامی که به اندازه کافی جمع و جور هستند، این راه حل باعث تولید یک سیاه چاله با یک تکینگی مرکزی خواهد شد. برای مسافت‌های شعاعی از مرکز، که بسیار بزرگتر از شعاع شوارتزشیلد هستند، شتابِ پیش‌بینی شده توسط راه حل شوارتزشیلد، عملاً مشابه کسانی است که توسط نظریه گرانش نیوتن پیش‌بینی کرده‌اند.
- رایسنر-نوردشتروم، در این راه حل، مرکز هر جسم دارای بار الکتریکی است. برای مواردی که با طول هندسی کمتر از طول هندسی جرم جسم هستند، این راه حل تولید سیاه چاله‌ای با دو افق رویداد می‌کند.
- راه حل کر برای چرخشِ اجرام عظیم. این راه حل نیز تولید سیاه چاله‌هایی با افق رویدادهایی متعدد خواهد کرد.
- راه حل کر-نیومن برای اجرام عظیم در چرخش. این راه حل نیز تولید سیاه چاله با افق رویداد متعدد می‌کند.
- راه حل کیهانیِ فریدمان-لومتر-رابرتسون-واکر که گسترش گیتی را پیش‌بینی می‌کند.

آزمون‌های نسبیت عام شامل موارد و نتایج زیر است:
- محاسبات نسبیت عام برای حرکت تقدیمی حضیض خورشیدی مدار سیاره تیر.
- پیش‌بینی می‌کند، زمان در پتانسیل‌های کمتر، آهسته‌تر اجرا می‌شود. این پیش‌بینی توسط آزمایش‌های پوند-ربکا، آزمایش هیفل-کیتینگ و سامانه موقعیت‌یاب جهانی تأیید شده است.
- پیش‌بینی انحراف یا خمیده شدن نور. برای اولین بار توسط آرتور استنلی ادینگتون در مشاهدات خود در طول خورشیدگرفتگی ۲۹ مه ۱۹۱۹ تأیید شد. ادینگتون، دو بار تغییرِ شکلِ نورِ ستاره را بر اساس پیش‌بینی‌های نظریه ذره‌ای نیوتن و مطابق با پیش‌بینی‌های نسبیت عام اندازه‌گیری کرد، هرچند نتایج تفاسیر او بعدها بحث‌برانگیز شد. آزمون‌های بیشتر اخیر با استفاده از اندازه‌گیری تداخلِ رادیویی کوازارهایی که از پشت خورشید عبور می‌کنند، با دقت بیشتر و به‌طور مداوم، انحراف نور به درجه را بر پایه پیش‌بینی‌های نسبیت عام تأیید می‌کند.
- تاخیر زمانیِ عبور نورِ نزدیک به یک جسم با جرمِ زیاد، برای اولین بار توسط آروین آی. شاپیرو، در سال ۱۹۶۴ و در پی بررسی سیگنال‌های فضاپیمایِ بین سیاره‌ای شناخته شد.
- تابش گرانشی، به‌طور غیر مستقیم از طریق مطالعاتِ باینری‌های تپ‌اخترها تأیید شده است.
- الکساندر فریدمن در سال ۱۹۲۲ نشان داد که معادلات اینشتین، دارای راه حلِ غیر ثابتی است. (حتی با حضور ثابت کیهان‌شناسی). در سال ۱۹۲۷ ژرژ لومتر نشان داد که راه‌حل‌های استاتیکِ معادلات اینشتین، حتی با حضور ثابت کیهان‌شناسی ممکن است ناپایدار باشد، و در نتیجه، مدل جهانِ ایستایی که انیشتین پیش‌بینی می‌کند نمی‌تواند وجود داشته باشد. بعدها، در سال ۱۹۳۱، اینشتین با نتایج بدست آمدهٔ فریدمن و لومتر موافقت کرد؛ بنابراین نسبیت عام پیش‌بینی کرد که جهان باید غیر ایستا بوده، و باید در حال گسترش یا انقباض یا هردو باشد. گسترش گیتی، توسط ادوین هابل در سال ۱۹۲۹ کشف و با آزمایش‌های وی مورد تأیید قرار گرفته بود.
- پیش‌بینی نظریه کشش چارچوب، سازگار با نتایج اخیر حسگر گرانش بی بود.
- نسبیت عام پیش‌بینی کرد که نور، باید انرژی خود را در هنگام سفر به گِرد اجرام عظیم از دست بدهند.
- گروهِ رادِک وژتاک[۱۰] از انستیتو نیلز بور[۱۱] در دانشگاه کپنهاگ و بر اساس اطلاعات جمع‌آوری شده از داده‌های بیش از ۸۰۰۰ خوشه کهکشانی، متوجه شد که نوری که از مراکزِ خوشه‌ها می‌تابد، تمایل به قرمزی دارد و در مقایسه با لبه خوشه‌ها متغیر است و تأیید می‌کند که نور، انرژی خود را بواسطه گرانش از دست می‌دهد.

### گرانش و مکانیک کوانتومی
اجرام آسمانی و زمینی مِثل ماهواره‌ها و پرتابه‌های آن‌ها، یا هر آنچه که در مِدار است، همگی از یک قانون پیروی می‌کنند.
مقاله اصلی: گراویتون و مکانیک کوانتومی
- دهه‌ها پس از کشف نسبیت عام، ناسازگاریِ این نظریه با مکانیک کوانتومی پدیدار گردید. توصیفِ گرانش در چارچوب نظریهٔ میدان کوانتومی، مانند دیگر نیروهای بنیادی ممکن است. به‌طوری‌که نیروی گرانشِ ناشی از تبادل گراویتون‌های مجازی، ناشی از همان مسیری است که نیروی الکترومغناطیسی از تبادل فوتون‌های مجازی.[۱۲][۱۳]